# Mark Henley
Mark Henley est un photographe documentaire britannique né en 1966 à Oxford au Royaume Uni.
Il est nommé photographe suisse de l’année en 2012 puis en 2014 par le Swiss Press Photo Award.

## Biographie
Mark Henley naît en 1966 à Oxford au Royaume Uni. Il est le fils d’un père militaire et d’une mère médecin. Il est diplôme de l’Université d'York et hésite entre le travail d’écrivain ou de photographe. En 1989, dans le cadre d’un voyage au long cours commencé en Inde il arrive en Japon où il vit entre 1989 et 1995, avant de s’installer à Hong Kong puis au Japon, mais il photographie en Afrique, au Moyen-Orient, en Europe.
En 2003, il s’installe en Suisse à Genève « par amour pour une journaliste » . Il a aussi passé six ans à Zurich.
Photographe indépendant, il est accrédité aux Palais des Nations depuis 1999 où il suit régulièrement les travaux de la Conférence mondiale pour le désarmement. Ses photographies publiées dans la presse internationale, sont distribuées par Panos Pictures à Londres et Jiji Press Photos à Tokyo.
Mark Henley a été primé à de nombreuses reprises par le Swiss Press Photo Award et nommé photographe suisse de l’année en 2012 et en  2014.

## Publication
- China [sur]real: A Photo Essay, Timezone 8, 2007

## Prix et récompenses
- 2012 : Photographe Swiss Press de l’année Swiss Press Photo Award[5]
- 2012 : 1er prix Swiss Press Photo Award, catégorie actualité, series Bank on Us[6]
- 2012 : Swiss Photo Award, ewz selection, catégorie Photographie rédactionnelle & Publikumspreises, series Bank on Us
- 2012 : Prix du public, Les Nuits Photographique, Paris, pour The Vaults[7]
- 2014 : 1er prix Swiss Press Photo Award, catégorie actualité[5]
- 2014 : Photographe Swiss Press de l’année Swiss Press Photo Award pour son travail sur les négociations sur le nucléaire iranien[5]
- 2014 : Shortlist World Photography Awards pour son travail sur les négociations sur le nucléaire iranien, catégorie reportage[8]
- 2016 : 2e prix Swiss Press Photo Award, catégorie histoires suisses[5]
- 2016 : Prix Nicolas Bouvier, catégorie photographes[9]
- 2017 : 1er prix Swiss Press Photo Award, catégorie portrait[5]
- 2018 : Award of Exellence, Pictures of the Year International, catégorie portrait, avec la série Facing Prejudice
- 2022 : Shortlist World Photography Awards pour son travail UN Renovations, catégorie Architecture & Design[10]